# Liste des faveurs nobiliaires accordées en Belgique sous le règne du roi Albert II
Cette liste reprend l'ensemble des personnes ayant bénéficié d'une faveur nobiliaire sous le règne du roi Albert II (Roi des Belges de 1993 à 2013). Cette faveur peut aller de l'octroi de la noblesse personnelle ou la reconnaissance de noblesse à celui d'un titre transmissible à tous ses descendants, voire à une modification des armoiries. 
Jusqu'en 2008, l'année de la faveur est celle de l'émission des lettres patentes qui matérialisent la faveur accordée, sur base des ouvrages de Paul De Win, mentionnées en sources ci-dessous. Pour les années suivantes, la source est mentionnée.    
La grande majorité des titres de noblesse accordés sous le règne du Roi Albert II sont des titres personnels, avec la noblesse héréditaire. Pour les dames, selon la tradition, la noblesse est personnelle. Une note rappelle l'octroi de la noblesse personnelle. Quand les titres sont transmissibles, le mode de transmission est repris en note.    

## 1993

### Baron / Baronne
- Lode Campo († 2009)[Note 1], entrepreneur
- chevalier Philippe de Schoutheete de Tervarent[Note 2], diplomate, ancien représentant permanent de la Belgique auprès de l’Union européenne
- Jacqueline Fontyn [Note 1], compositrice
- Ernest Krings, procureur-général honoraire à la Cour de Cassation
- Herman Vandenberghe, professeur KUL, pionnier en génétique humaine
- Walter Van Gerven, juriste et professeur à la Katholieke Universiteit Leuven

### Chevalier
- Armand André [Note 1], Professeur honoraire ULg, Ancien Président Académie royale de Médecine de Belgique
- Henri Douxchamps Segesser de Brunegg, ambassadeur, ancien représentant permanent de la Belgique auprès de l’Office des Nations unies
- Vic Gentils († 1997) [Note 1], sculpteur

## 1994

### Duc
- prince Jean-Engelbert d'Arenberg[Note 3]

### Baron / Baronne
- André Alen, professeur KUL et juge à la Cour constitutionnelle
- Stijn Coninx[Note 1], réalisateur
- Francis Delpérée, professeur à l'Université Catholique de Louvain,
- Robert Dewulf, chef d'entreprise (LVD groupe), époux de la baronne Nelly Perneel
- Maurice Goldstein († 1996), professeur
- Jan Huyghebaert [Note 1], banquier (KBC)
- Paul Melchior, professeur, directeur de l'Observatoire royal de Belgique
- Nelly Perneel[Note 1], chef d'entreprise, épouse du baron Robert Dewulf

- Renée Portray († 2003) [Note 1],[Note 4], veuve de Gilbert-Sadi Kirschen, fondatrice de l'Association Nationale d'Aide aux Handicapés Mentaux
- Juliette Rémy [Note 1],[Note 4], veuve Claude Dallemagne, mécènes et collectionneurs d'orfèvrerie
- Joseph Schell, professeur au Collège de France

### Chevalier
- Jean-Pierre de Bandt, président du Groupe Coudenberg (fédéralisme)
- Lucien Bockstaele (†)[Note 1], ingénieur agricole
- Felix De Boeck († 1995)[Note 1], artiste-peintre
- Paul Buysse[Note 1], ancien président de la Chambre de Commerce
- Jean Delva († 2003)[Note 1], chef d'entreprise, époux de jonkvrouw Claire Van Stappen
- Messire Christian de la Kethulle de Ryhove[Note 2], écuyer, chef d'entreprise (†2009)
- Fernand Traen, président Maatschappij Brugse Zeevaartinrichtingen
- Jacques Verdickt, banquier

### Noblesse (Écuyer)
- Odette Degroux[Note 1], travailleuse sociale
- Françoise Vanderhaeghen [Note 1], présidente de la Flower Arrangement Society
- Claire Van Stappen [Note 1], travailleuse sociale, épouse du chevalier Jean Delva.
- Maurice Velge, chef d'entreprise (MuHKA)

## 1995

### Comte
- Baron Pierre Clerdent, gouverneur de la province de Liège

### Baron / Baronne
- Raymond de Heusch, militaire et aide de camp du roi
- Jacques Delruelle, chef d'entreprise et ancien patron de l'Union wallonne des entreprises, Consul général de la Principauté de Monaco à Liège, mari de Janine Ghobert.
- Albert Frère, chef d'entreprise
- Janine Ghobert [Note 1], Juge à la Cour d'Arbitrage, épouse du baron Jacques Delruelle
- Gerard Jacques, grand maréchal de la Cour
- Paul Noterdaeme († 1995), diplomate
- Jean Peterbroeck, banquier
- Piet Sablon (†), pédagogue, ancien combattant et ancien gouverneur de la Fondation Rotary
- Raoul Van Caeneghem, professeur et historien, époux de la baronne Patricia Carson
- Monika Van Paemel [Note 1],[Note 5], écrivaine
- Piet Van Waeyenberghe, chef d'entreprise (De Eik)
- Jacques Velu († 2008), Procureur Général près la Cour de Cassation.
- Maurice Wollecamp (†), banquier

### Chevalier
- Jan Briers († 2007)[Note 1], organisateur du Festival des Flandres
- Michel Deleforterie (†)[Note 6], chef d'entreprise
- Roger Raveel [Note 1], artiste-peintre

### Modification d'armoiries
- Pour les descendants de Messire Raoul de Hemptinne, écuyer, et d'Yvonne de Pelichy.
- Pour Messires Philippe, Emmanuel, Paul, Michel et François Jacquet de Haveskercke, écuyers.

## 1996

### Comte
- Baron Michel Didisheim[Note 7] , fonctionnaire
- Julien Didisheim[Note 7]

### Baron / Baronne
- Patricia Carson[Note 1], écrivaine, époux du baron Raoul Van Caenegem
- André Delvaux († 2002)[Note 1] , cinéaste
- Pierre Godfroid, chef d'entreprise (Sabena)
- Maurice Gysemberg († 2001)[Note 1], aide de camp du Roi
- Paul Halter [Note 1], président de la fondation Auschwitz
- Messire Benoît Janssens de Bisthoven, écuyer, militaire
- Alexandre Lamfalussy, banquier
- Michel Lechat [Note 1], professeur
- François Narmon [Note 1], banquier
- Peter Piot, directeur du programme Onusida de l'OMS
- Max Van der Linden († 1999), artiste
- Herman Van der Wee, professeur
- Jeroom Van de Velde, président de la Cour des comptes
- Marc Verstraete, professeur (KUL)

### Chevalier
- Henich Apfelbaum[Note 1], diamantaire
- Guy Beckers, chef d'entreprise
- Frederic Devreese[Note 1], compositeur
- Godfried Lannoo, chef d'entreprise (éditeur)

### Noblesse (Écuyer)
- Philippe Lodzia-Brodzki [Note 8], artiste sculpteur

## 1997

### Baron / Baronne
- Solange Hanssens [Note 1],[Note 4], veuve Schwennicke, chef d'entreprise (Delvaux)
- Georges Jacobs [Note 7], chef d'entreprise (UCB)
- Jelena Kovačič († 2003)[Note 1],[Note 4], veuve de Robert De Belder, botaniste de réputation internationale
- Eddy Merckx, coureur cycliste
- Cecilia Vanderbeek († 1999) [Note 1], artiste-peintre
- Emile Verbruggen, avocat, patron des Grandes Conférences Catholiques
- Jo Walgrave [Note 1], présidente du Conseil National du Travail

### Chevalier
- Louis Baeck, professeur d'économie à la KUL
- Emiel Boulpaep, professeur physiologie cellulaire et moléculaire
- Rik Donckels, professeur et chef d'entreprise (CERA)
- Robert Maldague, professeur à la FUCaM

## 1998

### Comte
- Messire Maurice Lippens[Note 7], chef d'entreprise (Fortis)

### Baron / Baronne
- Messire Dominique Collinet [Note 7], écuyer, chef d'entreprise et ancien président de l'Union wallonne des Entreprises
- Valère Croes, chef d'entreprise (Sabena, CGER)
- Dame Odette Degroux[Note 9], travailleuse sociale.
- Paul De Keersmaeker, ancien secrétaire d'État
- Frie Leysen, ancien directeur du Centre Culturel de Singel (Anvers)
- Jean Hallet, ancien président des Mutalités Chrétiennes
- Charles Hanin, ancien ministre des Classes Moyennes.
- Jacques Van der Schueren [Note 6], ancien Ministre des Affaires Economiques, Vice-Gouverneur de la Générale de Belgique, Président de Tractebel, Président de Distrigaz
- Aloïs Van de Voorde[Note 7], Secrétaire Général honoraire du ministère des Finances.
- Chevalier Jacques Verdickt[Note 7], banquier
- Els Witte [Note 1], recteur de l'Université libre néerlandophone de Bruxelles

### Chevalier
- René Bauduin († 2007), ancien résistant
- André Berger, professeur (UCL)
- Walter Boeykens, chef d'orchestre

### Noblesse (Écuyer)
- Dionysia Carmen Janssens [Note 1], sculpteur

## 1999

### Baron / Baronne
- Eliane Achten [Note 1] , chef d'entreprise (maritime), Consul honoraire du Canada en Flandre
- Chevalier Paul Buysse[Note 10], ancien président de la Chambre de commerce, président du Fonds Prince Philippe
- Messire Daniël Cardon de Lichtbuer, écuyer, banquier et haut fonctionnaire
- Georges Primo, chirurgien du cœur.
- Hugo Vandamme, chef d'entreprise (BARCO).
- Joseph Van Damme (José Van Dam) [Note 1], chanteur bas-baryton

### Chevalier
- Pierre Bartholomée[Note 1], chef d'orchestre.
- Jean-Jacques De Cloedt, homme d'affaires (Baggerwerken De Cloedt)
- Marcel Neels (Marc Sleen), dessinateur (Néron)
- Paul Vandenplas, professeur physicien à la FUCaM.
- Luc Varenne, journaliste

## 2000

### Comte
- Baron Henri d'Udekem d'Acoz[Note 7], Président du Conseil Provincial de Flandre Occidentale, frère du beau-père du roi Philippe.
- Messire Raoul d'Udekem d'Acoz[Note 7], écuyer, frère du beau-père du roi Philippe.
- Messire Patrick d'Udekem d'Acoz[Note 7] († 2008), écuyer, ancien bourgmestre de Villers-la-Bonne-Eau, beau-père du roi Philippe.

### Vicomte
- Alphonse Verplaetse, ancien gouverneur de la Banque nationale de Belgique.

### Baron / Baronne
- Philippe Bodson, président honoraire de la Fédération des Entreprises de Belgique
- Karel Boone, président honoraire de la Fédération des entreprises de Belgique.
- Léon De Meyer (+2006) , recteur de l'UGent et assyriologue
- Michel D'Hooghe, ancien président de Ligue de football
- Eva Gerretsen [Note 1],[Note 4], veuve d’August Bal.
- Paul Levy [Note 1], professeur à l'UCL, ancien résistant
- Alain Philippson, chef d'entreprise (Banque Degroof)
- Marc Servotte, fonctionnaire, Directeur Général Honoraire de l'Office Belge du Commerce Extérieur.
- Chevalier Robert Stouthuysen, ancien président du Vlaams Economisch Verbond.
- Robert Tollet, professeur à l'ULB, président du Conseil central de l'Économie.

### Chevalier
- Georges Baines, architecte
- Raoul Debroeyer alias Royer, artiste graphique

## 2001

### Baron / Baronne
- Anne Teresa De Keersmaeker [Note 1], danseuse et chorégraphe.
- Pierre Haillez [Note 1], chef d'entreprises, ancien résistant.
- Roger Mené, président de l'Union des classes moyennes.
- François Narmon [Note 10], Président du Comité Olympique et Interfédéral Belge, Président du Conseil d'Administration de Dexia.
- Hugo Paemen, Ancien ambassadeur de l'Union Européenne à Washington, ancien porte-parole de la Commission Européenne.

### Chevalier
- Marc Yves Blanpain, chef d'entreprise (Belgolaise)
- Alphonse Dassen, président du Village numéro 2 Reine Fabiola d'Anvers
- Philippe Herreweghe [Note 1], chef d'orchestre
- Jan Hoet [Note 1], ancien directeur du Musée d'Art contemporain de Gand
- Guy Paquot, chef d'entreprise (Compagnie du Bois Sauvage).

### Noblesse (Écuyer)
- Johan Arrazzola de Oñate[Note 8]
- Eugène et Philippe de Fisenne[Note 8]

## 2002

### Baron / Baronne
- Jean-Marie Bogaert [Note 1], directeur du Centre Arthur Regniers (Hainaut)
- Hilde Franckx [Note 1], pédiatre dirigeant le Zeepreventorium à La Panne
- John Goossens (+2002), chef d'entreprise (Belgacom)
- Pierre Romeijer [Note 1], Maître-Cuisinier, président-fondateur de l'Association des Maîtres-Cuisiniers de Belgique.
- Jean Stéphenne, chef d'entreprise et ancien patron de l'Union wallonne des entreprises.
- Jean-Baptiste Thielemans (Toots) [Note 1], musicien, compositeur, joueur d'harmonica.
- Eugène Traey, pianiste, ancien directeur du Koninklijk Vlaams Conservatorium (Anvers), ancien président du jury du Concours Musical International Reine Elisabeth
- Olivier Vanneste, ancien gouverneur de la province de Flandre-Occidentale; président de la Fondation Médicale Reine Elisabeth

### Chevalier
- Arthur Blanckaert (Will Tura) [Note 1], chanteur flamand
- Jacques Leduc [Note 1], recteur de la Chapelle Musicale Reine Élisabeth
- Pierre Lulsens (Pierre Arty) [Note 1], administrateur délégué de l' Association des arts et de la culture (Exploration du Monde), vice-président de la Fondation Reine Paola
- Gilbert Seresia, notaire et bourgmestre honoraire d'Overpelt, dévoué à la Ligue de la Sclérose en plaques, président-fondateur de l' Institut Sainte-Ode pour handicapés mentaux (Overpelt)
- Jean-Claude Vandermaesen[Note 8],[Note 11]
- Cécile Danis [Note 1], chef de secteur et fonctionnaire délégué ff/directrice a.i - direction extérieure du SPW Territoire Hainaut I (DGO4)

## 2003

### Comte
- Chevalier Jacques Rogge, président du Comité international olympique.

### Baron / Baronne
- Grégoire Brouhns, ancien secrétaire général du ministère des Finances.
- Sophie Jekeler [Note 1], épouse de Mathieu Wirtz [Note 5], présidente de l'association Le Nid (réinsertion des prostituées).
- Edgar Kesteloot, concepteur et présentateur de l'émission de télévision sur la RTBF " Le jardin extraordinaire".
- Rita Mulier [Note 1], veuve de Raymond Jolie, ancienne présidente du "Vrouwen Overleg Komitee".
- Gaston Roelants, athlète.
- François Schuiten, dessinateur, auteur de bandes dessinées.
- Frans Van Daele, diplomate, ancien ambassadeur de Belgique à Washington, ancien représentant permanent de la Belgique auprès de l'Union Européenne.
- Messire Gui de Vaucleroy, écuyer, ancien président de la Fédération des entreprises de Belgique.
- Messire Maurice Velge, écuyer, ancien président de la "Vlaamse Havenvereniging" et de la Communauté du Port d'Anvers.
- Jacques Willems, ancien recteur de l'Université de Gand (RUG).

### Chevalier
- Jules dit Julos Beaucarne [Note 1], chanteur-compositeur
- Raymond Ceulemans [Note 1], Champion du monde de billard.

### Noblesse (Écuyer)
- Mathieu Wirtz[Note 5], époux de la baronne Sophie Jekeler.

## 2004

### Vicomte
- Frank De Winne, spationaute de l'Agence spatiale européenne (ESA).

### Baron / Baronne
- Jean dit Juan Cassiers, ambassadeur honoraire à Pékin, Washington, auprès de l'OTAN et du Saint-Siège..
- Léon Cassiers, psychiatre, ancien président du Comité consultatif de bioéthique.
- Jacques Debulpaepe, directeur général de Child Focus.
- Mia Doornaert [Note 1], ancienne présidente de l' Association des journalistes professionnels et de la Fédération internationale des journalistes.
- Jacques Franck [Note 1], ancien directeur/rédacteur en chef de La Libre Belgique.
- Hilde Kieboom [Note 1], épouse de Jan De Volder [Note 5], fondatrice-présidente de la Communauté Sant'Egidio de Belgique.
- Willy Legros, recteur de l'Université de Liège.
- Messire Luc Tayart de Borms [Note 12], écuyer, administrateur délégué de la Fondation Roi Baudouin.
- Rudolf Verheyen, professeur émérite, recteur-président honoraire à l'Université d'Anvers.
- Baron Emmanuel de Vicq de Cumptich[Note 13]

### Chevalier
- Charles Vandenhove [Note 1], architecte.
- Marcel et Robert Vandermaesen[Note 8],[Note 11]

### Noblesse (Écuyer)
- Alain Brouwet[Note 8]

### Modification d'armoiries
- Pour le comte Michel Didisheim.

## 2005

### Comte / Comtesse
- Marquis Alain du Parc Locmaria[Note 14]
- Dames Anne, Gwennolée, Anne, Valentine, Marie, Alix et Yolande du Parc Locmaria
- Comtes Philippe, Yves, Bruno, Baudouin, Léopold, Frédéric, Christophe, Jean, Hadelin et Gérard du Parc Locmaria[Note 13]

### Baron / Baronne
- chevalier Henich Apfelbaum, diamantaire, président de l'entraide juive
- Jean-Pierre Berghmans, chef d'entreprise (Lhoist), mécène.
- Léonie Cooreman (Annie Cordy) [Note 1], chanteuse-comédienne.
- Marcel Crochet, recteur de l'Université Catholique de Louvain..
- Jean Cuvelier, chirurgien du roi à l'hôpital Onze-Lieve-Vrouw.
- Pierre de Maret, recteur de l'ULB.
- Francine de Nave [Note 8], conservateur en chef du Musée Plantin-Moretus à Anvers.
- François Duesberg [Note 1], fondateur-conservateur du Musée des arts décoratifs François Duesberg à Mons, époux de la baronne Berthe Martens.
- Karin Gérard [Note 1], épouse de Patrick Bioul [Note 5], ancienne présidente du Conseil supérieur de la Justice.
- Arthur Haulot [Note 1],[Note 6], résistant, poète, écrivain.
- Baron Daniel Janssen [Note 13], président honoraire de la Fédération des Entreprises de Belgique.
- Koen Lenaerts, juge à la Cour de justice des Communautés européennes
- Elisabeth Lhoist [Note 1],[Note 4], veuve de Jean Berghmans, chef d'entreprise, mécène.
- Berthe Martens [Note 1],  fondatrice-conservatrice du Musée des arts décoratifs François Duesberg à Mons, époux du baron François Duesberg.
- Tony Martens [Note 1],[Note 4], veuve de Jan Baert, président des éditions Concentra.
- André Oosterlinck, recteur de la Katholieke Universiteit Leuven.
- Jacques Planchard, gouverneur honoraire de la Province de Luxembourg.
- Tony Vandeputte, ancien administrateur délégué de la Fédération des entreprises de Belgique.
- Baron Jean-Paul van Gysel de Meise [Note 13], Consul Général Honoraire de Monaco.
- Eric van Weddingen, ancien député, ancien Commissaire royal à l'Harmonisation et à la Simplification de la Fiscalité.

### Chevalier
- Robrecht Dewitte, cofondateur et administrateur délégué de Musica Antiqua Bruges.

### Noblesse (Écuyer)
- Jacques Berghmans, mécène (Groupe Lhoist)
- Vincent Berghman, mécène (Groupe Lhoist)

## 2006

### Comte
- Messire Bernard de Hemptinne [Note 2], écuyer, spécialiste de chirurgie interne.

### Baron / Baronne
- Luc Bertrand, chef d'entreprise (Ackermans & van Haaren)
- Jean du Jardin, Procureur général émérite près la Cour de cassation.
- Stanislas Emsens[Note 7], chef  d'entreprise (S.C.R.-SIBELCO), mécène
- Raymonde Foucart [Note 1],[Note 15], Présidente du CA du Centre pour l'égalité des chances et la lutte contre le racisme, épouse de Joseph Kleynen[Note 5]
- Messire Jan Grauls[Note 16], écuyer, ambassadeur, Président du Comité de Direction du SPF Affaires étrangères
- Jacques Jonet, chef d'entreprise, Administrateur d' ASSAM-Assainissement et Amélioration du Logement Populaire
- Antoinette Pecher [Note 1],[Note 4],[Note 15], veuve de Pierre Helsmoortel, Présidente du CA de l' Institut des Vétérans - Institut National des Invalides de guerre, Anciens Combattants et Victimes de guerre
- Karel Poma, ministre d'État, ancien sénateur et député.
- Paul Smets, Président émérite de l' Office belge du Commerce extérieur
- Frans Van Daele [Note 16], diplomate, ancien ambassadeur de Belgique à Washington, ancien représentant permanent de la Belgique auprès de l'Union Européenne.
- Paul Van Rompuy, professeur à la Katholieke Universiteit Leuven, Président de l' Institut belge des Finances publiques
- Luc Vansteenkiste, chef d'entreprise (Recticel), ancien président de la Fédération des Entreprises de Belgique.

### Chevalier
- Salvatore Adamo[Note 1],[Note 17], chanteur
- Claude Desseille, chef d'entreprise (Winterthur-Europe Assurances), président de l' Union des Entreprises de Bruxelles et d' Assuralia (Union Professionnelle des Entreprises d'Assurances)
- Jean-Pierre Laurent Josi, chef d'entreprise (Groupe Josi), président des Amis de Fometro (Fonds Médical Tropical)
- Natan Ramet, Président-cofondateur du Joods Museum van de Deportatie en het Verzet (Malines).

### Noblesse (Écuyer)
- Claude Emsens, chef  d'entreprise (S.C.R.-SIBELCO), mécène
- Gaëtan Emsens, chef  d'entreprise (S.C.R.-SIBELCO), mécène

## 2007

### Prince
- Prince Philippe de Riquet de Caraman Chimay, prince de Chimay et prince de Caraman [Note 18].
- Alexandre et Constantin Swiatopelk - Czetwertynski [Note 8],[Note 19]

### Vicomte / Vicomtesse
- Willy De Clercq, Ministre d'état, époux de la vicomtesse Fernande Fazzi.
- Pierre Deligne, professeur, lauréat de la Fields Medal.
- Fernande Fazzi [Note 1], avocate, épouse du vicomte Willy De Clercq.

### Baron / Baronne
- Messire Thierry de Barsy, écuyer, professeur neurologue, époux de la baronne Anne-Marie de Cannart d'Hamale.
- Dame Anne-Marie de Cannart d'Hamale, docteur en médecine, épouse du baron Thierry de Barsy.
- Jacques De Ruyck, professeur, spécialiste des énergies renouvelables
- Chevalier Rik Donckels, professeur (KUB), chef d'entreprises (Cera, KBC)
- Marie-Claire Foblets [Note 1],[Note 15], juriste et anthropologue, lauréate du Prix Francqui, époux de Jan Velaers[Note 5]
- Baudouin Michiels, chef d'entreprises (Kraft Foods Belgium, Côte d'Or, Fost Plus), président du Comité de Management du Fonds Prince Albert.
- Martine Piccart [Note 1],[Note 15], épouse de Michael Gebhart[Note 5], professeur à l'Université Libre de Bruxelles, Présidente de l'European Organisation for Research and Treatment of Cancer.
- Georges Schnek [Note 1], professeur à l'Université Libre de Bruxelles et ancien président du Consistoire Central Israélite de Belgique.
- Jean-Marie Streydio, professeur à l'Université Catholique de Louvain, président honoraire de l'ONDRAF.
- Benjamin van Camp, spécialiste en médecine interne, ancien recteur de la Vrije Universiteit Brussel
- Jean Vandemoortele, chef d'entreprise (Groupe Vandemoortele).
- Hugo Vanermen, spécialiste en chirurgie cardiaque, chef de service à l'hôpital Onze-Lieve-Vrouwziekenhuis d'Alost.
- Aldo Vastapane, chef d'entreprises (Belgian Sky Shops), président-honoraire de la Chambre de Commerce belgo-italienne.

### Chevalier
- Vincent Doumier, chef d'entreprises, administrateur de l'asbl Les Petits Riens

### Noblesse (Écuyer)
- Eric De Bruyne, Militaire.

## 2008

### Baron / Baronne
- Chevalier Jacques Brotchi, Professeur émérite à l'Université Libre de Bruxelles, Chef de service honoraire à l'Hôpital Erasme.
- Dame Élisabeth Coppée[Note 4], veuve de Philippe le Hodey, ancienne administratrice de sociétés et de la RTBF.
- Dame Marie-Christiane de Corswarem [Note 1] , épouse de Jozef Van Tichelen [Note 5], fondatrice et première présidente de Make A Wish.
- Bert De Graeve, chef d'entreprise (Bekaert, ancien VRT)
- Éric De Keuleneer, professeur (Solvay Business School).
- Patrick De Maeseneire, chef d'entreprise (Callebaut).
- Noël Devisch, président du Boerenbond.
- Messire Michel Franchimont, écuyer, ancien professeur de l'Université de Liège, ancien bâtonnier, ancien président de la commission-Franchimont de réforme de la procédure pénale.
- Roland Gillion Crowet, mécène, président de la Jeune Peinture Belge.
- Rik Jaeken, président de l'UNIZO.
- Julien Klener, professeur, président du Consistoire Central Israélite.
- Norbert Martin, chef d'entreprise (BASF), président de l' Institut de Pathologie cellulaire Christian de Duve.
- Dilip Mehta, diamantaire, administrateur du Hoge Raad voor Diamant
- Françoise Meunier [Note 1], cancérologue, Directrice Générale de l'Organisation européenne pour la recherche et le traitement du cancer.
- Guy Quaden, Ancien gouverneur de la Banque nationale de Belgique.
- Niceas Schamp, docteur en sciences, ancien professeur de l'UGent, secrétaire perpétuel de la Koninklijke Vlaamse Academie van België voor Wetenschappen en Kunsten.
- Ajit Shetty, chef d'entreprise (Janssen Pharmaceutica).
- Michel Van Vyve, neurochirurgien du roi, chef de service de neurochirurgie à l'hôpital Onze-Lieve-Vrouwziekenhuis à Alost.

### Noblesse (Écuyer)
- Léopold, Peter, Dirk, Geert et Ilse Arrazzola de Oñate[Note 8]

## 2009

### Comte
- Baron Georges Jacobs de Hagen[Note 7], chef d'entreprise (UCB), préside Quartier des arts et vice-président d' Europalia[1]

### Baron / Baronne
- Chevalier Jean-Pierre de Bandt, avocat, président de la Société Philharmonique de Bruxelles et du CA de la Chapelle musicale Reine Élisabeth[1]
- Arthur Bodson, ancien recteur de l'Université de Liège[1].
- Guy Burton, président du comité de direction de Ethias [1].
- Jean-Claude Daoust, chef d'entreprise (Daoust, ancien président de la Fédération des Entreprises de Belgique[1].
- Baron Bernard de Gerlache de Gomery[Note 13], président de l'Association royale des Demeures historiques et jardins de Belgique, vice-président de Malta Belgium International [1].
- Messires Jean-Louis et François de Gerlache de Gomery [Note 7],[1].
- Dames Henrianne et Hélène de Gerlache de Gomery[1].
- Roland D'Ieteren[Note 7], chef d'entreprise (D'Ieteren)[1].
- Andreas De Leenheer, toxicologue, pharmacologue et ancien recteur de l'UGent[1]
- Lutgart Van Den Berghe[Note 1],[Note 15], épouse d'Alain Vervaet[Note 5], professeur extraordinaire à l'Université de Gand (RUG) et Administratrice-Directrice de la Vlerick Leuven Gent Management School [1].
- Francis Van Loon, recteur de l'Université d'Anvers unifiée[1]
- Messire Philippe Vlerick, écuyer, chef d'entreprise (Vlerick Group)[2]

### Chevalier
- Paul Dujardin, directeur général du Palais des Beaux-Arts à Bruxelles[1]
- Guillaume dit Guy Hufkens, chef d'entreprise (Hufkens Immo, Daskalidès et Bouchard l'Escaut)[1]
- Livio Missir Mamachi de Lusignan, ancien haut fonctionnaire de la Commission européenne, éminent historien[3].
- Yves Noël, chef d'entreprise (NMC), Vice-Président de la Fondation Roi Baudouin [4].
- Marc Waelkens [Note 1], professeur et archéologue (KUL) [2].

## 2010
En 2010, le gouvernement démissionnaire d'Yves Leterme étant en affaires courantes, le roi Albert II n'a octroyé aucune concession de noblesse. Toutefois, la délivrance des lettres patentes mettant en application les arrêtés royaux précédemment accordés s'est poursuivie.

### Comte
- Messire François de Radiguès de Chennevière [Note 7], écuyer, Administrateur de la Fondation Reine Paola[6].

### Baron / Baronne
- Chevaliers Philippe, Tanguy, François, Augustin, Xavier, Melchior et Ghislain le Clément de Saint-Marcq[Note 7],[1].
- Dames Catherine, Nathalie, Véronique, Fabiola et Astrid le Clément de Saint-Marcq [1].
- Marc Bossuyt, président de la Cour constitutionnelle [1].
- Étienne Cerexhe, ancien juge de la Cour constitutionnelle [1].
- Messire Benoit Coppée, écuyer, administrateur-général d' Investsud et président de la Foire agricole de Libramont [1].
- Pierre Géhot, ancien président de Caritas International Belgique [1].
- Messire Léon Lhoist, écuyer, propriétaire du groupe Lhoist, vice-président de l'Union Wallonne des Entreprises[1].
- Patrick, François et Laurent del Marmol[Note 8],[Note 19],[1]
- Anne-Catherine del Marmol[Note 8],[1]
- Jean-Albert, Pierre, Léopold et Dominique Moorkens, fils de feu Albert Moorkens, industriel[1].
- Chantal et Thérèse Moorkens, filles de feu Albert Moorkens, industriel[1].
- Françoise Tulkens [Note 1], juge auprès de la Cour européenne des droits de l'homme à Strasbourg [7].
- Michel Vanden Abeele, diplomate, ambassadeur auprès de l'OCDE et de l'UNESCO  [1].

### Chevalier
- Loïc De Cannière, administrateur-délégué de Incofin - microfinance [1].
- Messire Philippe Collinet, écuyer [Note 20],[1].
- Jean-Marie Denis, CEO de MSC Belgium[1].
- Benoit Lengelé, microchirurgien (transplantation du visage de Isabelle Dinoire), professeur ordinaire à l'Université Catholique de Louvain, membre de l'Académie Royale de Médecine de Belgique[1].
- Jozef Sluys, organiste de Saint-Michel ayant joué la messe de mariage du roi Philippe avec la reine Mathilde[8].

### Noblesse (Écuyer)
- Yves de Halleux, juge de paix des cantons de La Roche-en-Ardenne et d'Erezée[1].
- Charles, Etienne, Joséphine, Philippe, Alain de Francquen[Note 8],[1]

## 2011
En 2011, le gouvernement démissionnaire d'Yves Leterme étant en affaires courantes comme en 2010, le roi Albert II n'a octroyé aucune concession de noblesse à l'occasion de la Fête nationale belge. Toutefois, le souverain a concédé un titre en dehors de la procédure classique (c'est-à-dire sans consultation de la commission d'avis sur les concessions de faveurs nobiliaires).

### Baron
- Gerard Mortier[Note 1], directeur artistique du Teatro Real à Madrid, ancien directeur de l'Opéra National de Paris et du Théâtre Royal de la Monnaie, ancien directeur artistique et intendant du Festival de Salzbourg, anc. directeur du New York City Opera[1].

## 2012

### Baron
- Olivier De Schutter, professeur à l'UCL[9].

### Noblesse (Écuyer)
- Alessandro Quadri di Cardano[Note 8], chevalier d'honneur et de dévotion de l'ordre souverain de Malte[1].

## 2013

### Comte
- Les enfants de Denes, Antal et Miklos Almásy de Zsádany et Törökszentmiklós[Note 8],[Note 19],[1]

### Baron / Baronne
- Roger Coekelbergs, professeur émérite et doyen émérite de l'École Royale Militaire [1].
- Désiré Collen, professeur émérite à la Katholieke Universiteit Leuven, Lauréat du prix Francqui [1].
- Sybille della Faille de Leverghem[Note 21],[Note 4],[Note 22], veuve de Messire Dominique le Hodey[1].
- Baron Baudouin Meyers[Note 13],[1].
- Messire Paul-André Meyers, écuyer[Note 7],[1].
- Dames Anne, Sabine et Marie-Chantal Meyers[1].
- Baron Alain Philippson[Note 13], président de la Banque Degroof Petercam, président du Centre européen juif d'information, président du Consistoire central israélite de Belgique[1].
- Comte Jean-Charles Ullens de Schooten Whettnall [Note 23],[10]
- Baron Guy-François Ullens de Schooten Whettnall [Note 13],[10]
- Dames Isabelle, Astrid-Julie, Marie-Christine, Astrid-Marguerite, Sophie et Désirée Ullens de Schooten Whettnall[10]

### Chevalier
- Guy de Cordes, directeur à l'Union Minière et à la Compagnie Immobilière de Belgique[1].
- Christian Delloye, professeur émérite à l'Université Catholique de Louvain et membre de l'Académie de médecine[1].
- Geert Gijs, chef du service de gestion de crise au Service Public Fédéral Santé Publique[1].
- Raphaël De Rycke, président et ancien administrateur délégué du Provincialaat der broeders van Liefde, vice-président de Caritas Catholica Vlaanderen[1].

## Sources
L'ensemble des faveurs nobiliaires accordées jusqu'en l'an 2008 par le roi Albert II est repris dans les deux ouvrages suivants.  Ils comprennent une brève biographie de chaque récipiendaire, ainsi que la description et le dessin en couleurs des armoiries.
- Paul De Win, Lettres patentes de noblesse octroyées par S.M. Albert II, Roi des Belges 1993-2000 / Adelbrieven verleend door Z.M. Albert II, Koning der Belgen, 1993-2000, Tielt, Editions Lannoo / Racine, 2001, 271 p. (ISBN 2873862718)En ligne.
- Paul De Win, Lettres patentes de noblesse octroyées par S.M. Albert II, Roi des Belges 2001-2008 / Adelbrieven verleend door Z.M. Albert II, Koning der Belgen, 2001-2008, Tielt, Editions Lannoo / Racine, 2010, 352 p. (ISBN 9789020989083).

Les sources pour les années 2009 à 2013 sont les suivantes : 
- Comte Humbert de Marnix de Sainte Aldegonde, État présent de la noblesse belge, annuaire de 2010, Première partie Meh - Mor, Bruxelles, Collection "État présent" ASBL, Bruxelles, 2010
- Comte Humbert de Marnix de Sainte Aldegonde, État présent de la noblesse belge, annuaire de 2010, seconde partie Mot - Oul, Bruxelles, Collection "État présent" ASBL, Bruxelles, 2010
- Comte Humbert de Marnix de Sainte Aldegonde, État présent de la noblesse belge, annuaire de 2011, Seconde partie Pot - Rob, Bruxelles, Collection "État présent" ASBL, Bruxelles, 2011
- Comte Humbert de Marnix de Sainte Aldegonde, État présent de la noblesse belge, annuaire de 2012, seconde partie Schi - Stap, Bruxelles, Collection "État présent" ASBL, Bruxelles, 2012
- Comte Humbert de Marnix de Sainte Aldegonde, État présent de la noblesse belge, annuaire de 2013, Première partie Stas - T, Bruxelles, Collection "État présent" ASBL, Bruxelles, 2013

- Comte Humbert de Marnix de Sainte Aldegonde, État présent de la noblesse belge, annuaire de 2013, Seconde partie U - Villa, Bruxelles, Collection "État présent" ASBL, Bruxelles, 2013
- Comte Humbert de Marnix de Sainte Aldegonde, État présent de la noblesse belge, annuaire de 2014, Première partie Ville - Wat, Bruxelles, Collection "État présent" ASBL, Bruxelles, 2014, 265 p.
- Comte Humbert de Marnix de Sainte Aldegonde, État présent de la noblesse belge, Annuaire de 2015 - Albert II, Bruxelles, Collection "État présent" ASBL, Bruxelles, 2015, 239 p.

## Autres références
- Bertrand Maus de Rolley, Prince Charles-Louis de Mérode et Baron Jean-Claude de Troostembergh, État présent de la noblesse belge, annuaire de 2017, A - Bi, Bruxelles, État présent des Familles ASBL, 2017, 347 p.
- Bertrand Maus de Rolley, Prince Charles-Louis de Mérode et Baron Jean-Claude de Troostembergh, État présent de la noblesse belge, annuaire de 2018, Bo - Bu, Bruxelles, État présent des Familles ASBL, 2018, 372 p.
- Bertrand Maus de Rolley, Prince Charles-Louis de Mérode et Baron Jean-Claude de Troostembergh, État présent de la noblesse belge, annuaire de 2019, Ca - Cop, Bruxelles, État présent des Familles ASBL, 2019, 391 p.
- Bertrand Maus de Rolley, Prince Charles-Louis de Mérode et Baron Jean-Claude de Troostembergh, État présent de la noblesse belge, annuaire de 2020, Cor - Doo, Bruxelles, État présent des Familles ASBL, 2020, 367 p.